# Tales from the Elvenpath
Albums de Nightwish
Bestwishes
(2005)
Tales From The Elvenpath est une compilation du groupe de metal symphonique finlandais Nightwish, parue le 18 octobre 2004.

## Liste des titres
| 1.    | Wishmaster                  | 4:24 |
| 2.    | Sacrament of Wilderness     | 4:12 |
| 3.    | End Of All Hope             | 3:55 |
| 4.    | Bless the Child             | 6:12 |
| 5.    | Sleeping Sun                | 4:04 |
| 6.    | She Is My Sin               | 4:46 |
| 7.    | Walking In The Air          | 5:28 |
| 8.    | Stargazers                  | 4:27 |
| 9.    | Over the Hills and Far Away | 6:03 |
| 10.   | The Kinslayer               | 3:58 |
| 11.   | Dead Boy's Poem             | 6:47 |
| 12.   | Sleepwalker (Titre bonus)   | 3:10 |
| 13.   | Nightquest (Titre bonus)    | 4:16 |
| 14.   | Lagoon                      | 3:47 |
| 15.   | Wayfarer (Titre bonus)      | 3:25 |
| 68:00 |                             |      |